# 阿列克谢·图波列夫
阿列克谢·安德烈耶维奇·图波列夫（俄语： 1925年5月20日—2001年5月12日））苏联飞机设计师，领导研制了第一架超音速客机图-144。另外，他还参与设计了暴风雪号航天飞机和远程重型轰炸机图-2000，不过两者均因缺乏资金而被暂停。其父为飞机设计师安德烈·图波列夫，1959年苏联领导人赫鲁晓夫访问美国时，安德烈·图波列夫为了向赫鲁晓夫表示对图-114的安全有信心，曾要求儿子阿列克谢一同登机乘坐。